# Karl Hofer
Karl Hofer, förnamnet ibland även stavat Carl, född den 11 oktober 1878 i Karlsruhe, död den 3 april 1955 i Berlin, var en tysk expressionistisk bildkonstnär.

## Biografi
Karl Hofer var son till en militärmusiker, som avled fyra veckor efter sonens födsel, varför denne fick en uppväxt under svåra förhållanden. År 1897 kom han in vid Karlsruher Akademie där han började teckningsutbildning under Robert Poetzelberger. Efter en vistelse i Paris fortsatte han sin utbildning vid Akademie der bildenden Künste i Stuttgart 1901.
Efter en tid av internering under första världskriget hade Hofer upptäckt sin förkärlek för landskapsmåleri och hade fått rykte om sin talang som lärare. Han fick erbjudande om en professur och valdes 1923 in som medlem i den preussiska Akademie der Künste och 1927 i der Badischen Secession.
Hofer blev en av de mest framstående representanterna för expressionismen, men var aldrig medlem i någon av de grupper, som påverkade honom, som till exempel Die Brücke.
I figurbilder och landskap med sträng och kraftig form och finstämd kolorit skapade han en personlig variant av tysk expressionism. 
Hela hans produktion stämplades som "Entartete Kunst" av nazisterna och Hofer avsattes 1933 från sitt arbete som professor i Berlin. 1937 beslagtog Propagandaministeriet 15 akvareller, 304 grafiska blad av olika slag, 52 målningar och 29 teckningar på tyska museer. En av dessa, Drei Frauen, visades redan i april 1933 på en nedlåtande, nationalsocialistiskt arrangerad utställning kallad "Regierungskunst 1918-1933" på Badische Kunsthalle i Karlsruhe. Oljemålningarna Sitzender Akt mit blauem Kissen (1927), Gemüsestilleben (1929), Zwei Frauen (1920), Insulanerin (1921), Zwei Freunde (1926), Badendes Hindumädchen (1912), Freundinnen (1923-24), Gerümpel (Schachteln und Gefäße) (omkring 1922), Großer Karneval (1928), Der erwachende Gefangene (omkring 1918), Die Trunkene (1925), Kartenspieler (1925), Schlafende Jünger (1925) och Tischgesellschaft (1924) visades på liknande, avsiktligt nedsättande Entartete Kunst-utställningar. 
Först efter andra världskriget återfick Karl Hofer ett erkännande som en av de stora tyska målarna under sin tid.

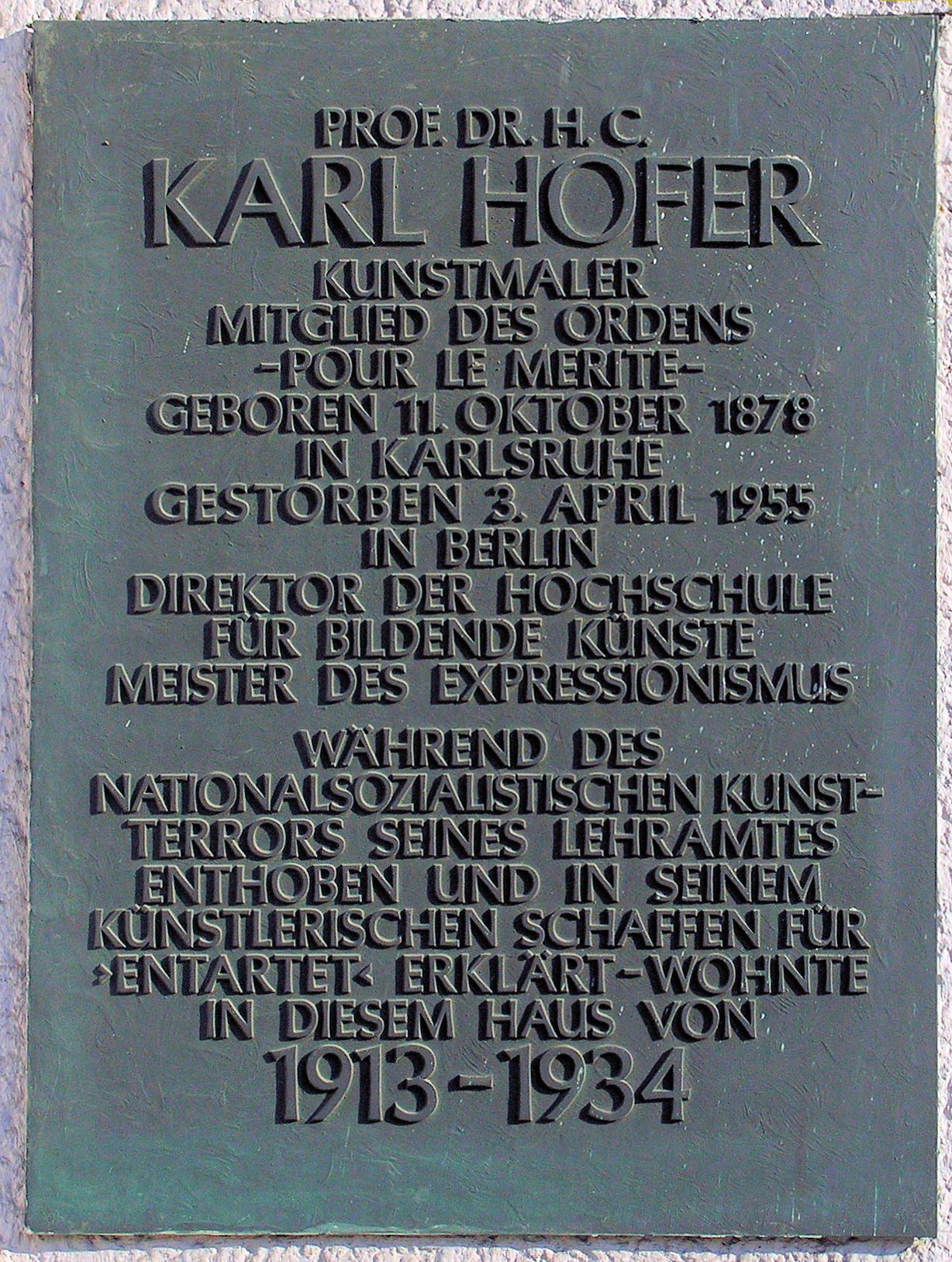
Minnestavla i Berlin-Schöneberg.

## Verk

### Tidiga arbeten, 1898-1920
- 1901: Betende Kinder (Praying barn), Olja på duk, privat samling, Karlsruhe, Tyskland
- 1903: Karl und Thilde Hofer (Karl och Thilde Hofer), olja på duk, fd Hofer Estate, Berlin, Tyskland
- 1907: Drei Badende Jünglinge (Tre unga badare), olja på duk, The Winterthur Museum of Art, Winterthur, Schweiz
- 1911: Im Sturm (By Storm), olja på duk, The Winterthur Museum of Art , Winterthur, Schweiz
- 1913: Selbstbildnis (Självporträtt), olja på duk, Bavarian State bildsamling , München, Tyskland
- 1913: Fahnenträger (Flagbearer), olja på duk, Municipal Art Gallery , Mannheim, Tyskland
- 1914: Im Meersand (i sanden), olja på duk, State Art Gallery , Karlsruhe, Tyskland
- 1918: Bildnis Theodor Reinhart (Porträtt av Theodor Reinhart), olja på duk, Volkhart Brothers, Winterthur, Schweiz

### Mellanperioden 1920-1933
- 1922: Maskerade Oder Drei Masken (Masquerade eller tre masker), olja på duk, Wallraf-Richartz Museet, Köln, Tyskland
- 1922/1923: Freundinnen (Flickvänner), olja på duk, Kunsthalle Hamburg , Hamburg, Tyskland
- 1924: Große Tischgesellschaft (Stor middag), olja på duk, The Winterthur Museum of Art , Winterthur, Schweiz
- 1924: Der Rufer (The Caller), olja på duk, New Masters Gallery , Dresden, Tyskland
- 1925: Still life Nationalmuseum Serbien, Belgrad, Serbien
- 1926: Zwei Freunde (Two Friends), olja på duk, Städel , Frankfurt am Main, Tyskland
- 1928: Großer Karneval (Big Carnival), olja på duk, Bavarian State bildsamling, München, Tyskland
- 1928: Yellow Dog Blues, olja på duk, privat samling
- 1930: Selbstbildnis mit Dämonen (Självporträtt med Demons) , olja på duk, fd Hofer Estate, Berlin, Tysklan

### Äldre arbeten, 1933-1945
- 1933: Gefangene (Prisoner), olja på duk, Berlinische Galerie , Berlin, Tyskland
- 1935: frühe Stunde (Tidig timme), olja på duk, Portland Art Museum , Portland, USA
- 1935: Turmbläser (Trumpetare), olja på duk, fd Hofer Estate, Berlin, Tyskland
- 1936: Agnuzzo - Italienische Landschaft (Agnuzzo - Italienare landskap), olja på duk, The Detroit Institute of Arts , Detroit, USA
- 1937: Mann i Ruinen (Man i ruiner), olja på duk, Statliga konstsamlingarna Kassel, Kassel, Tyskland
- 1943: Die Schwarzen Zimmer (2 Fassung.) (The Black Room, 2nd version) , olja på duk, Neue Nationalgalerie, Berlin, Tyskland
- 1944: Der Brief (The Letter), olja på duk, privat samling
- 1944: Schwarzmondnacht (Black Moon), olja på duk, fd Hofer Estate, Köln, Tyskland

### Sena arbeten, 1945-1955
- 1947: Höllenfahrt (Descent into Hell), olja på duk, Tidigare Hofer Estate, Köln, Tyskland
- 1947: Ruinennacht (Night of Ruin), olja på duk, fd Hofer Estate, Köln, Tyskland
- 1948: Schwarzmond (. 2 Fassung) (Black Moon, 2nd versionen, olja på duk, Tidigare Hofer Estate, Köln, Tyskland
- 1950: Im Gestein (In Rock), Olja på duk, privat samling, södra Tyskland
- 1951: Zwei Frauen (Doppelportrait),(Två kvinnor) (Double Portrait), Olja på papp, privat samling, Köln, Tyskland
- 1954: Zwei Masken (Två masker), olja på duk, fd Hofer Estate
- 1954: Drei Mädchen zwischen Leitern (Tre flickor mellan ledarna) , Olja på duk, privat samling, Köln, Tyskland
- 1954: Vater und Tochter (Far och dotter), Olja på duk, privat samling, Köln, Tyskland